# Jules Henri Brocheton
Pour les articles homonymes, voir Brocheton.
Jules Henri Brocheton, né le 18 janvier 1845 à Valenciennes et mort dans la même commune le 29 mars 1913, est un sculpteur français.

## Biographie
Jules Henri Brocheton naît le 18 janvier 1845 à Valenciennes, son père est Augustin François Brocheton, vingt-neuf ans, né à Lille, et sa mère est Marie Thérèse Marlier, trente-deux ans, née à Tournay en Belgique. Son frère Edmond Louis naît trois ans plus tard. Tous deux deviennent sculpteurs, tout comme le fils d'Edmond Louis, Edmond Jean Baptiste.
Il a sculpté les ornements du monument aux morts de la guerre franco-allemande de 1870 situé au cimetière Saint-Roch. Il assure avec Henri Prévost, Alexandre Fournier et Edmond Lemaire la décoration extérieure du musée des Beaux-Arts de Valenciennes,.
Jules Henri Brocheton meurt à Valenciennes le 29 mars 1913. Il est inhumé au cimetière Saint-Roch de Valenciennes, division I2, 3e allée droite, emplacement 76. Il est rejoint par son neveu.

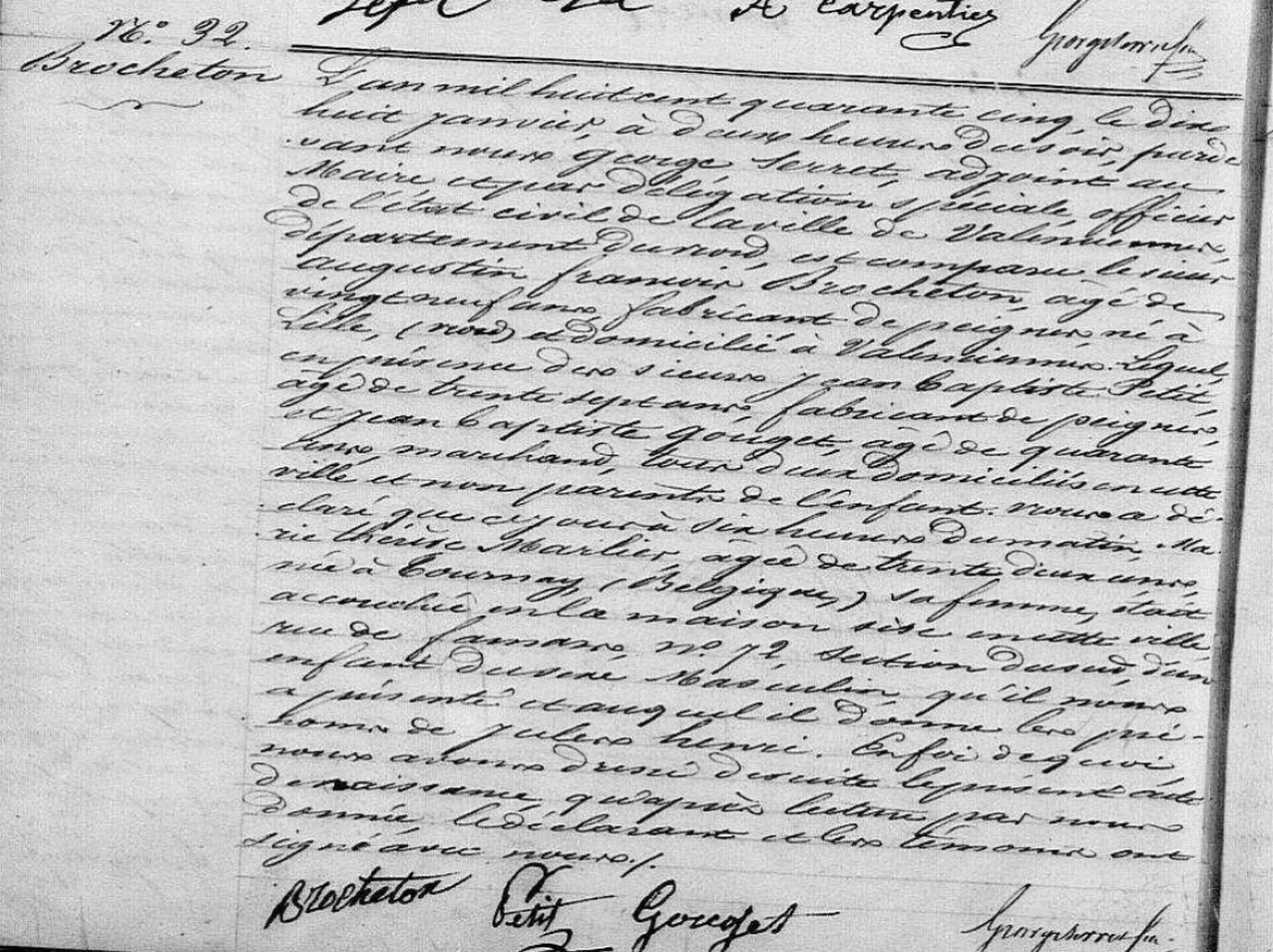
Son acte de naissance.
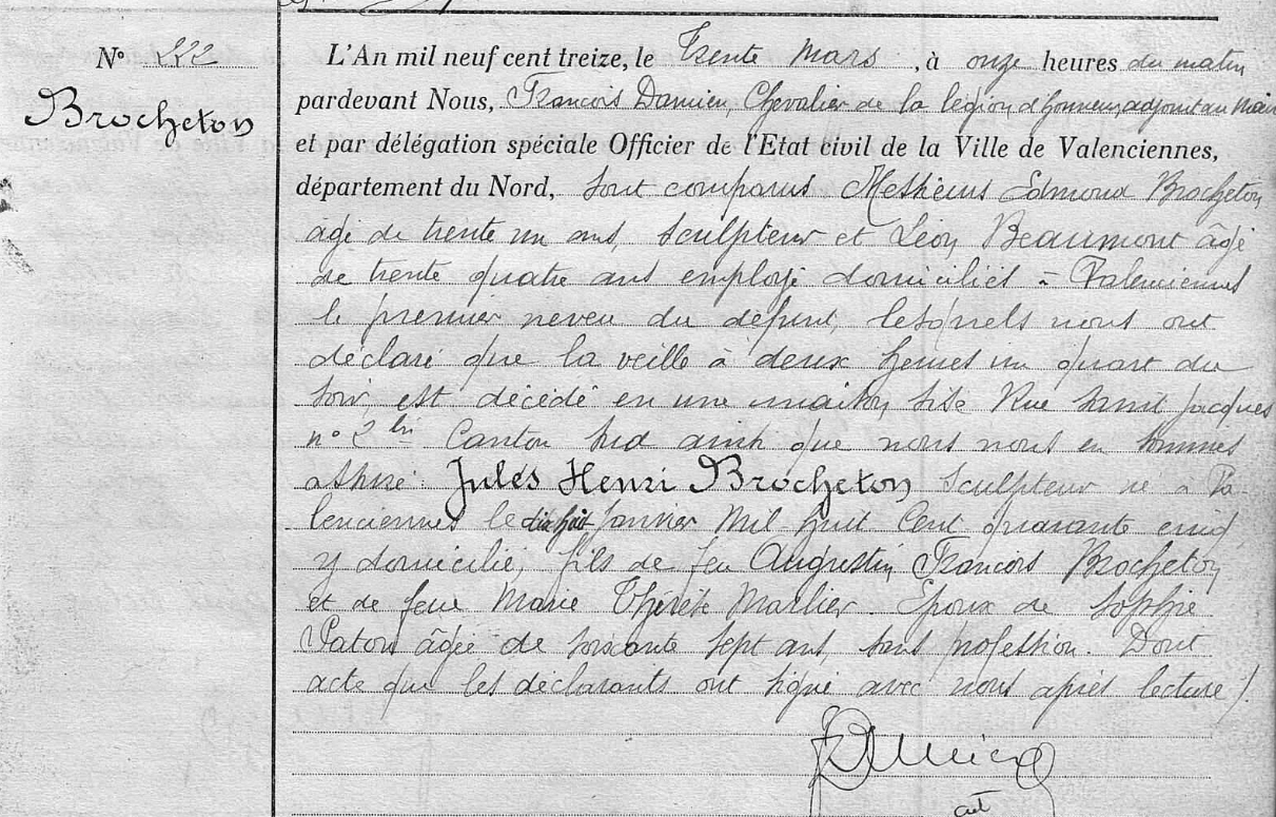
Son acte de décès.
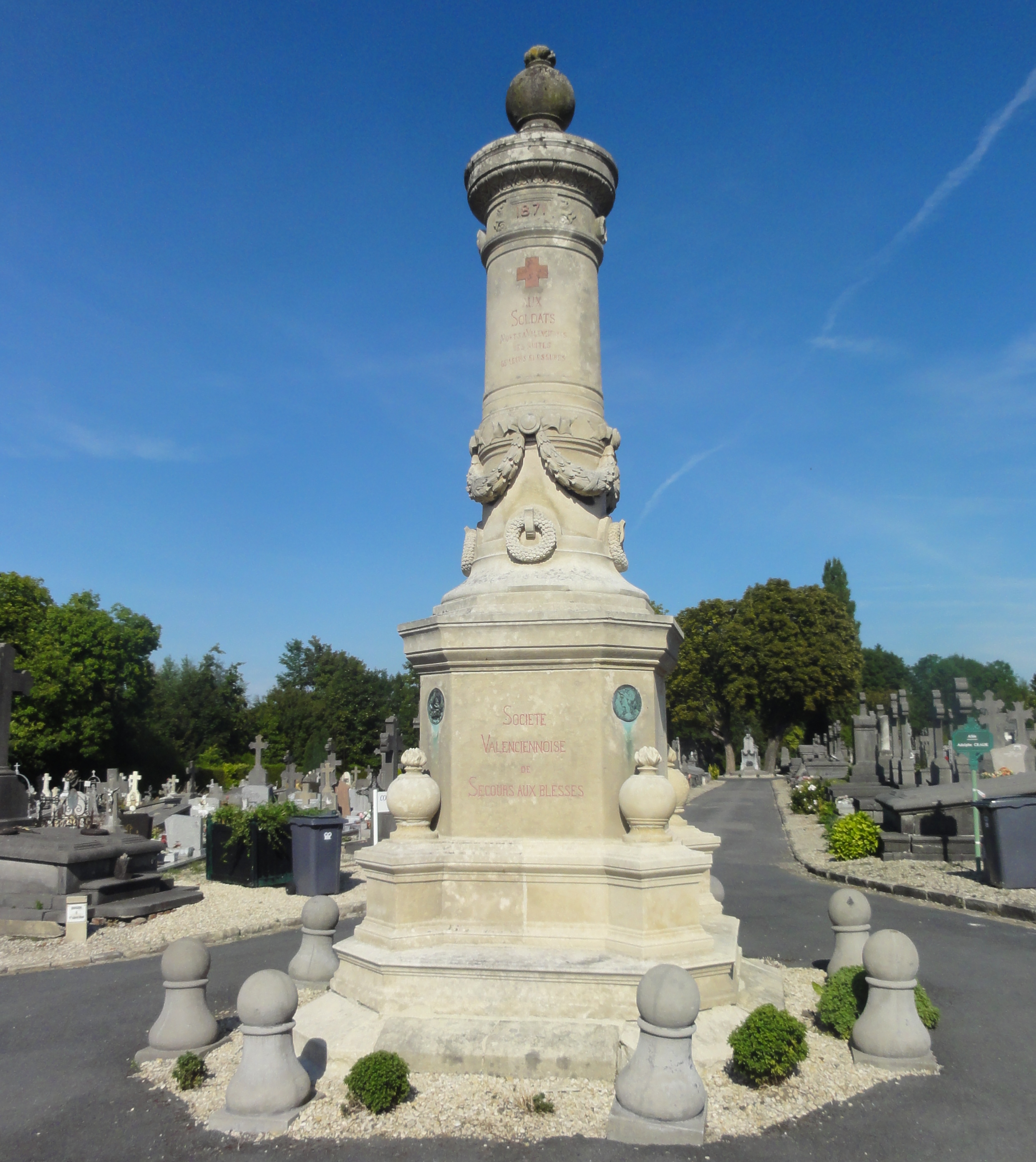
Monument aux morts de 1870.